# Shaoxing, Shaoxing
Shaoxing är ett härad i östra Kina, och tillhör Shaoxings stad på prefekturnivå i provinsen Zhejiang. Det ligger omkring 52 kilometer sydost om provinshuvudstaden Hangzhou. Befolkningen uppgick till 791 797 invånare vid folkräkningen år 2000, varav 132 727 invånare bodde i huvudorten Keqiao. Andra större orter i häradet är (med invånarantal 2000) Qixian (71 194) och Qianqing (70 489). Häradet var år 2000 indelat i 20 köpingar (zhèn).